# Warriors Orochi
Warriors Orochi (無双OROCHI, Musō Orochi),  é um jogo eletrônico de hack and slash desenvolvido pela Koei e Omega Force para PlayStation 2 e Xbox 360. É um crossover de duas séries de videojogos populares da Koei, Dynasty Warriors e Samurai Warriors (Especificamente Dynasty Warriors 5 e Samurai Warriors 2). O jogo foi lançado em 21 de março de 2007 no Japão, 18 de setembro nos Estados Unidos, 21 de setembro na Europa, 27 de setembro na Austrália e 28 de setembro na Nova Zelândia. O jogo saiu para Xbox 360 no Japão em 13 de setembro, e a versão britânica saiu na mesma data que a versão norte-americana do PlayStation 2.
O jogo foi portado para o PSP desde então. Ele foi lançado no Japão em fevereiro de 2008, e no reino Unido em 28 de março do mesmo ano.
Um versão para PC foi lançada nos EUA em 25 de março de 2008.
Uma seqüência direta foi lançada em 3 de abril de 2008 e o lançamento no ocidente foi em setembro de 2008.

## Trama e personagens
Orochi, o Rei Serpente, criou uma greta no tempo e espaço. Criando um novo mundo destorcido e reconciliando guerreiros da era dos Três Reinos da China e o período sengoku dos estados em guerra do Japão (mais de 1,400 anos à parte na história), Orochi desejou testar a força dos guerreiros dessas duas eras.
A história é contada em quatro enredos secundários separados, relacionados. Cada enredo secundário começa o jogador com três personagens. Mais personagens são liberados de acordo com o progresso do jogador pela história ou se satisfaz certas condições em certas etapas. Embora cada enredo secundário separado seja chamado pelos Três Reinos (e um pela perspectiva dos personagens de Samurai Warriors), personagens de facções diferentes juntam-se como um em cada enredo secundário para confrontar Orochi em uma última prova final. Devido ao lance do enredo, uma maioria dos personagens partiu-se das suas respetivas facções nos seus jogos originais e foi colocados em outras. Entretanto, a tela de seleção de personagem ainda posiciona todos os personagens nas suas posição originais.
Um total de 79 personagens abrange a lista de Warriors Orochi: 48 de Dynasty Warriors, 29 de Samurai Warriors (Incluindo Yoshimoto Imagawa, Kunoichi e Goemon Ishikawa do primeiro Samurai Warriors, omitidos na sua continuação), e dois novos personagens inclusos exclusivamente para este jogo: o personagem titular e vilão primário, Orochi (遠呂智), o Rei Serpente e besta mitológica de Yamato; e Da Ji (妲己), a concubina vil do Rei Zhou de Shang de Fengshen Yanyi. Orochi maneja uma foice muito grande, denominada Eternal Agony enquanto Da Ji luta com dois orbes flutuantes, chamados os Orbs of Ruin.
Há muitos oficiais genéricos não jogáveis que também fazem parte do jogo, todos tomados de ambos os jogos Samurai Warriors e Dynasty Warriors. Adicionalmente, há oficiais não jogáveis exclusivos que estão nas forças de Orochi.

### História do reino Shu
Na história Shu, as forças de Shu estiveram em um matadouro em conseqüência de sua batalha contra Orochi. Muitos oficiais de Shu foram capturados por Orochi, sumiram, ou se juntaram a outras forças. Zhao Yun foi capturado pelas forças de Orochi preso e mantido no Castelo Ueda. Em desespero sobre a posição desconhecida de seu senhor, Liu Bei, ele é depois resgatado por Zuo Ci, Yoshihiro Shimazu e Xing Cai. Zuo Ci releva notícias alarmantes a Zhao Yun que o colocou em uma jornada com a ajuda dos aliados inesperados.
- Personagens Iniciais: Zhao Yun, Xing Cai, Yoshihiro Shimazu
- Afiliados: Ginchiyo Tachibana, Yue Ying, Magoichi Saika, Jiang Wei, Wei Yan, Yukimura Sanada, Pang De, Meng Huo, Zhu Rong, Goemon Ishikawa, Yuan Shao, Masamune Date, Musashi Miyamoto, Guan Yu, Zhang Fei, Zhuge Liang, Liu Bei
- Estágios: Ueda Castle, Hasedo, Nanzhong (2 vezes), Cheng Du, Shizugatake, Huarong Pass, The Wu Territory, Jie Ting, Hu Lao gate, Tedorigawa, Edo Castle, Xi Liang, Mikatagahara

### História do reino Wei
Na história Wei, Cao Cao tinha desaparecido em sua batalha contra as forças de Orochi. Seu filho, Cao Pi, tomou a liderança do clã Wei e se aliou à Orochi, sob a oferta enviada por sua estrategista, Da Ji. Houve alguns oficiais Wei que recusaram render-se, ou terminaram se juntando a outras forças que se opõem a Orochi. Sob a nova aliança, Orochi ordena que Cao Pi aniquile todos aqueles que o opõem. Embora Cao Pi obedientemente siga cada ordem de Orochi, ele tem um motivo ulterior que ele fica planejando no progresso da história.
- Personagens Iniciais: Cao Pi, Zhang Liao, Xu Huang
- Afiliados: Xu Zhu, Mitsunari Ishida, Zhang He, Nene, Xiahou Dun, Xiahou Yuan, Pang Tong, Huang Gai, Diao Chan, Oichi, Nagamasa Azai,Yoshimoto Imagawa,  Gan Ning, Zhen Ji, Dian Wei, Cao Cao
- Estágios: Kuzegawa, Tian Shui, Nanzhong (2 vezes), Xia Kou, Ji Province, Yiling, Saika Village, Odawara Castle, The Five Gates, Chen Cang, Liang Province, Yamazaki, He Fei Castle

### História do reino Wu
Na história Wu, Orochi usa o prisoneiro Sun Jian e outros oficiais Wu para chantagear a família Sun à servitude. Adicionalmente, Orochi exigiu que líderes rebeldes e oficiais se unam com ele em troca da soltura dos prisoneiros. Sun Ce é o primeiro à rebelar-se contra Orochi, sob os conselhos de Sakon Shima, levando à desaprovação dos seus irmãos, Quan e Shang Xiang.
- Personagens Iniciais: Sun Ce, Ieyasu Tokugawa, Hattori Hanzō
- Afiliados: Zhou Yu, Ranmaru Mori, Taishi Ci, Kotaro Fuma, Lu Meng, Sakon Shima, Nō, Kunoichi, Sun Shang Xiang, Inahime (Ina), Da Qiao, Zhou Tai, Keiji Maeda, Sun Quan, Sun Jian
- Estágios: Mt. Ding Jun, Chang Ban, Chang Shan, Odani Castle, Jian Ye, Osaka Castle, Wan Castle, Sekigahara, Anegawa, He Fei, Osaka Bay, Komaki-Nagakute, Ji Province, Chi Bi

### História do Samurai Warriors
Nesta história, Nobunaga Oda, Shingen Takeda, e Kenshin Uesugi cada um manteve uma força de resistência contra o exército de Orochi. Mesmo nas circunstâncias mais horrendas, os três daimyos recusaram unir-se contra Orochi. Cada um deles focam em pequenas forças similares que se espalham em todas as partes da terra para dentro de suas próprias forças.
- Personagens Iniciais: Nobunaga Oda, Mitsuhide Akechi, Hideyoshi Toyotomi
- Afiliados: Guan Ping, Huang Zhong, Ma Chao, Okuni, Xiao Qiao, Zhang Jiao, Lu Xun, Dong Zhuo, Ling Tong, Cao Ren, Sima Yi, Kanetsugu Naoe, Shingen Takeda, Kenshin Uesugi
- Estágios: Jing Province, Honno-Ji, Kawanakajima, Kyūshū, Xia Pi, Tong Gate, Si Shui Gate, Guan Du, Nagashino, Fan Castle, Odawara Castle, Wu Zhang Plains, Kanegasaki, Bai Di Castle

### Exército de Orochi
O Exército Orochi compõe-se de tropas de pele pálida que se comportam de mesmo modo a tropas regulares das forças protagonistas. Vários personagens principais tanto de Dynasty Warriors como de Samurai Warriors  se aliaram ou foram subvertidos por Orochi, que lutam pelo nome dele. A sede principal de Orochi está no Castelo Koshi, onde a confrontação final se realiza nas quatro histórias do jogo.
- Orochi, o Rei Serpente: Comandante do Exército de Orochi
- Da Ji: Estrategista de Orochi
- Personagens maiores aliados a Orochi:
  - Lu Bu: Sentinela pessoal de Orochi
  - Dong Zhuo: Comandante do campo de batalha (Destravado na história de Samurai Warriors)
  - Pang De: Supressor de rebelião (Destravado na história Shu)
  - Masamune Date: General de campo (Destravado na história Shu)
  - Keiji Maeda: Tigre treinado de Orochi (Destravado na história Wu)
  - Cao Ren: Diretor (Destravado na história de Samurai Warriors)
  - Sima Yi: Estrategista de campo (Destravado na história de Samurai Warriors)
  - Diao Chan: General (Destravada na história Wei)

Na versão de língua inglesa de Warriors Orochi, os oficiais de Orochi são todos nomeados por várias espécies de cobras (usando os seus nomes comuns) como um jogo de palavras a Orochi por ser o Rei Serpente. Os oficiais de Orochi todos partilham o mesmo modelo de personagens, e são personagens inimigos não jogáveis. Os nomes dos oficiais de Orochi na versão de língua inglesa:
- Hognose, Yellowbelly, Sidewinder, Lancehead, Urutu, Cottonmouth, Diamondback, Bushmaster, Mamushi, Coachwhip, Copperhead, Keelback, Hooknose, Patchnose, Boomslang.

### Personagens não afiliados
Zuo Ci e Tadakatsu Honda não têm uma associação à facção alguma em Warriors Orochii.
Zuo Ci aparece em Warriors Orochi como um guia ao aprisionado Zhao Yun no começo da história Shu. Zuo Ci revela a Zhao Yun notícias alarmantes, que o leva ao desespero e o coloca em uma jornada. Zuo então ajuda Zhao Yun em uma tentativa de fuga. Ele também aparece mais tarde no nível 8-x de Shu para assistir o jogador mas não faz nenhum outro aparecimento.
Tadakatsu Honda conduz uma pequena banda de tropas de resistência sozinho em Warriors Orochi. Ele muitas vezes aparece para confrontar Lu Bu nos níveis 7-x, ajudando o jogador contra o lendário guerreiro dos Três Reinos.

## Jogabilidade

### Novos elementos
O seguinte é um pouco da nova mecânica de jogo acrescentada exclusivamente a Warriors Orochi:
- Os jogadores podem escolher qualquer um dos três personagens da linha Samurai Warriors e Dynasty Warriors para batalha, formando um time. Os jogadores podem trocar entre os personagens que estão em seu time durante a batalha. Aqueles que estão inativos ficam invisíveis, durante o tempo em que não estão sendo utilizados a sua saúde e Musou regeneram. Contudo, se um personagem é derrotado, o jogo terminar em derrota do jogador, mesmo se outros dois personagens estejam intactos.[12]
- Todos os personagens são agrupados em uma das classes seguintes: Power,Wonder,Speed e Technique'.[13]
- Todos os personagens têm um novo movimento chamado Enhanced Strike. Este movimento consome a energia Musou, e varia de personagem e classe, descrita acima.[14]
- Todos os personagens têm itens pessoais específicos que podem ser adquiridos concluindo objetivos específicos do personagem que também destranca características especiais. Esses substituem as armas finais dos jogos prévios, que tinham exigências semelhantes, mas são somente armas mais poderosas no jogo.
- As melhorias nas armas são executadas com o novo sistema de Fusão de Armas. Os jogadores podem combinar atributos de múltiplas armas de um personagem em uma mais arma poderosa.[15]

### Elementos revisados de jogabilidade
A jogabilidade principal combina elementos de Dynasty Warriors 5 e Samurai Warriors 2. Muitos desses elementos foram revisados para Warriors Orochi:
Tela de seleção de personagemOs personagens de Dynasty Warriors são divididos pelos seus respectivos reinos. Os personagens de Samurai Warriors são divididos pelo jogo que eles fizeram a primeira aparição.
Pronúncia correta de nomesDiferentemente dos jogos de Dynasty Warriors, a versão de língua inglesa de Warriors Orochi utiliza as pronúncias corretas de certos oficiais dos Três Reinos. O melhor exemplo é Cao Cao, quem em Dynasty Warriors é pronunciado como "cal cal". Cao Cao é agora "ts'au ts'au" seguindo a pronúncia chinesa tradicional. Este novo método de pronúncia também implica a Cao Pi, Cao Ren, e Xing Cai.
Galeria de arteMostruários de arte em CG e trailers de jogos passados das séries Warriors. Os trailers são retirados das versões dos Estados Unidos para PlayStation, Xbox 360, PSP e versões para PC.
Dificuldade ChaosEste nível de dificuldade mais alto está disponível em Warriors Orochi desde o início. Dynasty Warriors 5 e Samurai Warriors 2, em comparação, ofereciam a dificuldade Chaos só depois de concluir exigências especiais.
Trilha sonora do jogoCompreende a música original tanto de Dynasty Warriors 5 trilha sonora à base de rock como de Samurai Warriors 2 trilha sonora baseada em techno. Algumas novas canções foram criadas exclusivamente para Warriors Orochi. A canção tema de Lu Bu é dada um rearranjo que combina tanto rock como estilos de música techno.
MultiplayerJogador 2 usa a mesma equipe que o Jogador 1, embora com cores de roupas trocadas.
Estágios do jogoRecicla estágios de ambos os jogos, alguns dos quais são modificados pela influência sobrenatural de Orochi. Tais estágios têm a terra queimada por lava e edifícios japoneses do século XVI colocados em alguns estágios de Dynasty Warriors. O Castelo de Koshi, um estágio feito exclusivamente para este jogo, é o lugar da batalha final contra Orochi para todas as histórias.
EquipamentoHabilidades adquiridas pelos personagens durante o jogo são equipadas, assim como Samurai  Warriors 2. Usando um elemento do primeiro jogo de Samurai Warriors, um limite é colocado no número de Habilidades equipadas por vez.
Controle da câmeraÉ dado aos jogadores o controle completo por cima da câmera, como em Samurai Warriors 2.
Ataques especiaisSeguindo Samurai Warriors 2 a uma extensão, os personagens executam suas próprias Enhanced Strikes, que variam por personagens e suas classes.
Confronto de armasNenhuma indicação quanto à qual o personagem mantém vantagem durante o confronto de armas, seguindo Dynasty Warriors 5. Em Samurai Warriors 2, uma barra ao estilo "cabo de força" é exposta durante um confronto de armas, indicando que personagem mantém a vantagem.
Pulos duplosEstende-se sobre o conceito de Samurai Warriors 2. Todos os personagens da classe Speed em Warriors Orochi podem executar um impulso rápido aéreo, que os mantêm no ar mas os propele para a frente (ou em uma direção dada segundo o comando do jogador); isto pode ser usado por exemplo para evitar certos ataques ou a reposição durante o voo.
Ataques adicionaisEsta é a capacidade para os personagens executarem golpes além dos seis padrão. Os personagens em Warriors Orochi ganham esta capacidade com experiência, como em Samurai Warriors.
Quartas armasEssas são as armas mais poderosas que um personagem pode possuir. Elas são obtidas no modo Hard em estágios classificados com 3 estrelas ou mais, ou qualquer estágio no modo Chaos. As quartas armas contêm elementos casuais.
Chamar o cavaloUma habilidade exclusiva a Yukimura Sanada e Keiji Maeda em Samurai Warriors 2, qualquer personagem pode executar esta habilidade em Warriors Orochi .
Montarias especiaisSomente Red Hare de Dynasty Warriors 5 e Matsukaze de Samurai Warriors 2 estão presentes quando o jogador adquire o nível 10 na habilidade Cavalier no jogo.
Expressões faciaisTodos os personagens, inclusive os personagens de Dynasty Warriors mostram expressões faciais diferentes no seu avatar em seu jogo quando estão falando, como em Samurai Warriors 2.
Base captainsSeguindo Samurai Warriors 2, os base captains carregam escudos, permitindo-os resistir vários golpes antes de tomar dano.
ObjetivosSeguindo Dynasty Warriors 5, alguns estágios têm certos objetivos que, se concluído com sucesso, ajudam muito o jogador na vitória do estágio. Não implementado a característica de Samurai Warriors 2, que concede o jogador ouro adicional se os objetivos forem concluídos com sucesso.

### Elementos de jogabilidade não inclusos
Os seguintes elementos não foram incorporados em Warriors Orochi:
- Musou Rage de Dynasty Warriors 5
- O Musou carrega quando executa um ataque ou é atacado de Dynasty Warriors 5
- Uso de arco e flecha de Dynasty Warriors 5 (com exceção dos personagens que usam arco e flecha no jogo como arma principal)
- Guarda-costas de Dynasty Warriors 5; que não são necessários devido ao sistema de múltiplos personagens
- Esquiva de Samurai Warriors 2
- Posições Especiais de Samurai Warriors 2. Eles estão incluídos em Warriors Orochi como Enhanced Strikes.
- Musou  com 3 medidas de Samurai Warriors 2.
- Counter Attack (executado na versão do PlayStation 2 mantendo o botão de guarda e apertando o botão de carga) de Dynasty Warriors 5. Só os personagens do tipo Technique podem contrariar o ataque apertando o botão R1 (versão do Playstation 2) quando atacado.
- O sistema de Criar-guerreiro de Dynasty Warriors 5: XL/Empires e Samurai Warriors 2:Empires
- A capacidade de pulo duplo do ninjas de Samurai Warriors 2 embora os personagens com a capacidade Speed possam pular para a frente depois do primeiro salto normal.